# Nate Dushku
Nate Dushku (Boston, 8 giugno 1977) è un attore statunitense.

## Biografia
Nate Dushku è di origini Albanesi ed è il fratello maggiore della famosa attrice Eliza Dushku. È apparso in molti telefilm e film.

## Filmografia

### Cinema
- S.Y.N.A.P.S.E. - Pericolo in rete (Antitrust), regia di Peter Howitt (2001)
- Vampire Clan, regia di John Webb (2002)
- Reality Check, regia di Rafal Zielinski (2002)
- Fun with Benny, regia di Shawn Larkin (2002)
- Ho incontrato Jimi Hendrix (My Dinner with Jimi), regia di Bill Fishman (2003)
- Learning Curves, regia di Kilian Kerwin (2003)
- The Zodiac, regia di Alexander Bulkley (2005)
- Kiss Me Again, regia William Tyler Smith (2006)
- The Last Supper, regia di Marius A. Markevicius (2006) cortometraggio
- The Alphabet Killer, regia di Rob Schmidt (2008)
- Blood Night: The Legend of Mary Hatchet, regia di Frank Sabatella (2009)
- Art = (Love)², regia di Mumtaz Hussain (2012)
- Stalled, regia di Thom Woodley (2016)

### Televisione
- Wolf Girl, regia di Thom Fitzgerald (2001)

### Serie TV
- Undressed – serie TV, episodi 2x14-2x15-2x16 (2000)
- Felicity – serie TV, episodi 3x4-3x5 (2000)
- Angel – serie TV, episodi 4x15 (2003)
- Joan of Arcadia – serie TV, episodi 1x5 (2003)
- Tru Calling – serie TV, episodi 1x7-2x3 (2003-2005)
- Dollhouse – serie TV, episodi 2x13 (2010)
- Confessions of a Bartender – serie TV, episodi 1x3-1x6 (2015)

### Produttore
- Dear Albania (2015) anche regista
- Mapplethorpe, regia di Ondi Timoner (2018)